# Giuseppe Calderone
Giuseppe “Pippo” Calderone (Catania, 1 de noviembre de 1925 – Palermo, 8 de septiembre de 1978) fue un influyente mafioso siciliano de Catania. Se convirtió en el jefe de la Familia criminal de Catania y "secretario" de la Comisión Interprovincial, formada alrededor de 1975 por instigación suya. Su propósito era coordinar las comisiones provinciales de la mafia y evitar conflictos sobre la adjudicación de los contratos públicos que recayeran en varias provincias. Calderone fue asesinado en 1978 por orden de Totò Riina.

## Primeros años
Originalmente, Catania no había sido una zona típicamente mafiosa. La mafia estaba mucho más infestada en la parte occidental de Sicilia. Según Antonino Calderone, su hermano, la primera familia mafiosa de Catania fue fundada por Antonio Saitta. Éste había sido procesado por el llamado Prefecto de Hierro de Mussolini, Cesare Mori. Una de las hijas de Saitta era la madre de Giuseppe y Antonino Calderone.
Otro tío suyo había ayudado a la mafia a reorganizarse después de la Segunda Guerra Mundial, organizando el mercado negro de contrabando de cigarrillos. Aún hoy, el control de la Cosa Nostra en Catania resulta menos seguro que en el oeste de Sicilia. Junto a la mafia existen otros grupos independientes que no forman parte de la organización: los Cursoti, los Carcagnusi y los Malpassoti. Las disputas violentas entre los diferentes clanes son muy comunes.
En sus inicios el clan Calderone pasó por tiempos difíciles económicamente. Ganaron algo de dinero con el contrabando de cigarrillos y regentando una estación de servicio Agip, gracias a unas franquicias que adquirieron a través del político de la Democracia Cristiana (DC) Graziano Verzotto. Giuseppe Calderone y el senador Graziano Verzotto fueron los padrinos en la boda del jefe mafioso de Riesi de la provincia de Caltanissetta, Giuseppe Di Cristina.
A principios de la década de 1970, el clan Calderone entabló relación con empresarios de la construcción como Carmelo Costanzo - uno de los cuatro Cavalieri del Lavoro (Caballeros del Trabajo), junto con Francesco Finocchiaro, Mario Rendo y Gaetano Graci - quien necesitaba a los mafiosos para su protección. Se destruyeron obras de construcción de las empresas rivales y al menos un rival de Costanzo fue asesinado. Se aseguraron de que no habría problemas para las empresas de Costanzo cuando trabajaban en otras partes de Sicilia.

## En el vértice de la Cosa Nostra
Giuseppe Calderone se convirtió en uno de los líderes de la Cosa Nostra. Estableció buenas relaciones con las familias mafiosas de Palermo. El 17 de junio de 1970, la policía de Milán detuvo un Alfa Romeo  por exceso de velocidad. En el coche iban Tommaso Buscetta, Salvatore "Ciaschiteddu" Greco, Gerlando Alberti, Gaetano Badalamenti y Giuseppe Calderone. Sin darse cuenta de la identidad de los hombres que iban en el coche, la policía les dejó continuar su viaje.
Todos ello estaban involucrados en una serie de reuniones sobre el futuro de la Cosa Nostra. Se decidió crear una nueva Comisión (la primera fue disuelta después de la masacre de Ciaculli) –  inicialmente dirigida por un triunvirato formado por Gaetano Badalamenti, Stefano Bontate y el jefe de los corleonesi Luciano Leggio.
En ese momento, Calderone también participó en las negociaciones entre la Cosa Nostra y el príncipe Junio Valerio Borghese, quien pidió apoyo para sus planes en un golpe de Estado a cambio de un indulto de los mafiosos condenados como Vincenzo Rimi y Luciano Leggio. De acuerdo con Tommaso Buscetta el príncipe Borghese quería una lista con todos los mafiosos de Sicilia. Calderone y Giuseppe Di Cristina fueron a Roma y se reunieron con el príncipe Borghese. Le dijeron a Borghese que no le darían ninguna lista y también le pidieron gestionar los juicios en los que estuvieran interesados. Sin embargo, la mafia decidió no participar y el denominado Golpe Borghese fracasó en la noche del 8 de diciembre de 1970.

## Comisión Regional
En febrero de 1975 se creó la Comisión Interprovincial o Regional a instancias de Giuseppe Calderone, quien se convirtió en su primer "secretario".  Su propósito era coordinar las comisiones provinciales de la mafia y evitar conflictos sobre la adjudicación de los contratos públicos que recayeran en varias provincias. Los otros miembros eran Gaetano Badalamenti para Palermo, Giuseppe Settecasi (Agrigento), Cola Buccelato (Trapani), Angelo Mongiovì (Enna) y Giuseppe Di Cristina (Caltanissetta).
Mientras Calderone elevó su rango en la Comisión, su segundo Benedetto Santapaola se hizo cargo de los negocios de la familia en Catania. Manejó los intereses en el tráfico de heroína y actuó como extorsionador de los principales hombres de negocios. Santapaola construyó cuidadosamente una facción privada dentro de la familia que le era leal – y fortaleció las relaciones con Riina y los corleonesi. Aunque Riina era un fugitivo, pasaba tiempo en los alrededores de Catania y a menudo iba de caza con Santapaola.

## En guerra con los Corleonesi
Calderone y Di Cristina se convirtieron en los primeros objetivos de Totò Riina y los Corleonesi en su intento de dominar la mafia siciliana. Los corleonesi estaban atacando a los aliados de las familias de Palermo en las otras provincias para aislar a los hombres como Stefano Bontate, Salvatore Inzerillo y Gaetano Badalamenti. 
Calderone y Di Cristina reconocieron el peligro. Calderone fue cuestionado por Benedetto Santapaola en Catania, mientras que Francesco Madonia quería eliminar a Di Cristina en la provincia de Caltanissetta. El 21 de noviembre de 1977, Di Cristina sobrevivió a un tiroteo, pero sus hombres más leales Giuseppe Di Fede y Carlo Napolitano fueron asesinados por los corleonesi. Se sospecha que detrás del ataque estaba Madonia.
En enero de 1978, el viejo y enfermo Salvatore "Ciaschiteddu" Greco viajó desde Venezuela para tratar de evitar que Gaetano Badalamenti, Giuseppe Di Cristina y Salvatore Inzerillo tomasen represalias contra el creciente poder de los corleonesi. Di Cristina y Badalamenti querían matar a Francesco Madonia, jefe de la familia mafiosa de Vallelunga y aliado de los corleonesi en la provincia de Caltanissetta. Greco trató de convencerlos para que desistieran y ofreció a Di Cristina emigrar a Venezuela. 
Sin embargo, Calderone, Badalamenti y Cristina Di decidieron seguir adelante y Francesco Madonia fue asesinado el 8 de abril de 1978, por Di Cristina y Salvatore Pillera (este último de Catania, enviado por Calderone). En represalia Di Cristina fue asesinado el 30 de mayo de 1978 por los corleonesi. El siguiente fue Giuseppe Calderone, asesinado el 8 de septiembre de 1978 por su lugarteniente Benedetto Santapaola - que había forjado una alianza en secreto con los corleonesi –  se hizo cargo del mando de la familia mafiosa de Catania. Estos asesinatos fueron sólo el preludio de la Segunda guerra de la mafia que realmente se inició después de la muerte de Stefano Bontate en 1981
Una de las más extrañas anécdotas relacionadas con Calderone fue la de Riina dando un sentido elogio en su funeral, a pesar de que Riina había sido el mandante de su ejecución. Sin embargo, la admiración de Riina por Giuseppe Calderone podría haber sido sincera; lamentaba tener que darle muerte.